# Dépenses publiques

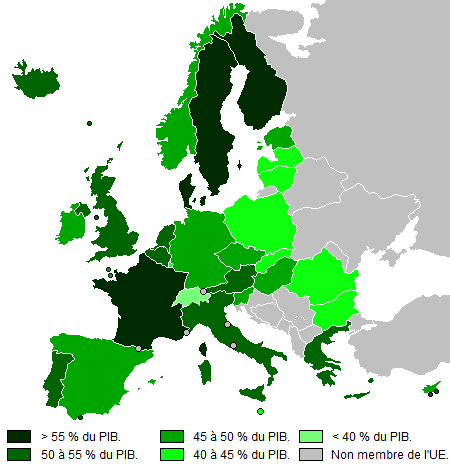
Dépense publique / PIB en Europe en 2011/2012.

Les dépenses publiques sont l’ensemble des dépenses réalisées par les administrations publiques. Leur financement est assuré par les recettes publiques (impôts, taxes, et cotisations sociales) et par l’excédent public .

## En France
Au début des années 1960, la part des dépenses publiques dans le PIB est de 35 %. En 1978, le niveau des dépenses publiques était de 44,4 % du PIB. Comparées à la consommation des familles, ces dépenses en représentent plus de la moitié au début des années 1980. La constante augmentation des dépenses publiques depuis 1960 est principalement due à une hausse des versements des prestations sociales et des charges d'intérêt sur la dette, l'investissement étant, lui, resté relativement constant. 
En 2010, les dépenses publiques des différentes administrations se décomposaient ainsi : l'État représentait 20,5 % du PIB, contre 11,5 % pour les collectivités locales et 24,6 % pour la Sécurité Sociale. Pour certains économistes, la part des dépenses publiques dans le PIB est un mauvais indicateur car il agrège de manière incohérente des sommes issues de plusieurs approches du PIB : par la production, la demande, par les revenus primaires distribués. Un indicateur rapportant la Demande des administrations publiques (Consommation finale + Investissement des administrations publiques) au PIB serait plus judicieux. Celui-ci serait alors de 27% pour la France même s’il est plus important que pour les autres pays développés sans que les écarts toutefois soient importants.
Les dépenses publiques permettent à l'Etat d'influencer l'activité économique. D'une part, la distribution des revenus (des fonctionnaires publics et des prestations sociales) permettent d'accroître la demande des consommateurs sur le marché des biens de consommation. D'autre part, les investissements publics et les aides accordées (les subventions, en particulier), dans ce sens, aux entreprises du secteur privé permettent d'accroître le PIB national. En effet la production supplémentaire de biens et de services ainsi obtenue est facilement écoulée par les baisses de prix que permettent les subventions accordées. Par ailleurs, l'intervention publique dans un secteur plutôt que dans un autre permet à l'État de mieux orienter l'activité économique dans la direction voulue.
Concernant les recettes publiques, en 1978 le niveau des recettes publiques était de 42,98 % du PIB. Il était de 50,83 % en 2011. Ce changement ne s'est pas fait de manière homogène. Ainsi, les recettes de l'État représentaient en 1978 21,41 % du PIB contre 16,37 % en 2011. L'augmentation générale des recettes est donc essentiellement due à l'augmentation des recettes des administrations de sécurité sociale (7 points entre 1978 et 2011) et des administrations publiques locales (5 points entre 1978 et 2011) qui ont vu leurs dépenses augmenter également.

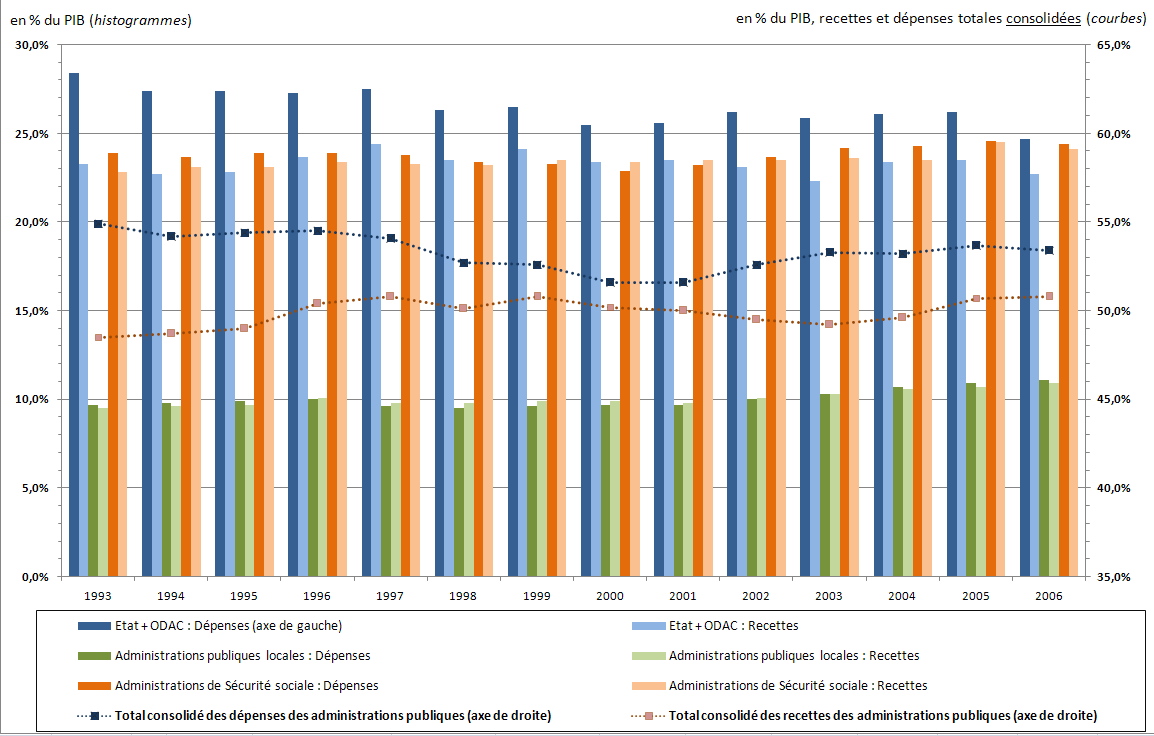
Évolution des dépenses et des recettes publiques des administrations publiques françaises (1993-2006).

### Dépenses des administrations locales
Les régions, départements et communes de France représentent plus de 20 % des dépenses publiques. En 2009 les administrations locales ont dépensé 228 des 1067,7 milliards d'euros dépensés par l'ensemble des administrations publiques.

## Évolution internationale
Beaucoup de pays de l'OCDE ont réduit leurs dépenses publiques entre les années 1990 et 2000. Elles sont ainsi passées de 50,4 % du PIB en 1990 dans la zone euro à 46,1 % en 2008 (prévision de l'OCDE). L’Allemagne est passée de 49,3 % en 1996 à 44,3 % en 2008. La Suède de 72,4 % en 1993 à 53,8 % en 2008. La France de 54,8 % en 1993 à 52,6 % en 2007. De 2010 à 2014, la France est le seul grand pays européen à avoir augmenté ses dépenses publiques (hors inflation), alors qu'ailleurs, elles connaissent des baisses de 2 à 12 %.
Des pays comme la Suède connaissent des baisses significatives de leurs dépenses publiques. Alors que celles-ci se situent à 63 % du PIB entre 1986 à 1995, elles se réduisent à 53,5 % en 2000 pour s'établir à 50,5 % en 2015.
En 2016, les dépenses publiques de la France représentent 56 % du PIB contre 44 % en Allemagne. En 2015, la France se situe 8,5 points au-dessus de la zone euro.   
Malgré ces baisses, les dépenses publiques concernent, essentiellement, le développement du pays. Si aux États-Unis les deux tiers des dépenses relatives à la recherche scientifique sont effectués par l'État au début des années 1980, la participation de celui-ci est de 75 % pour la France dans la même période. Aussi bien la production des biens collectifs, la formation et l'éducation que la régulation de la population nationale (en agissant sur les flux migratoires et les prestations familiales) sont effectuées grâce à des dépenses publiques.